# Rainer Hank

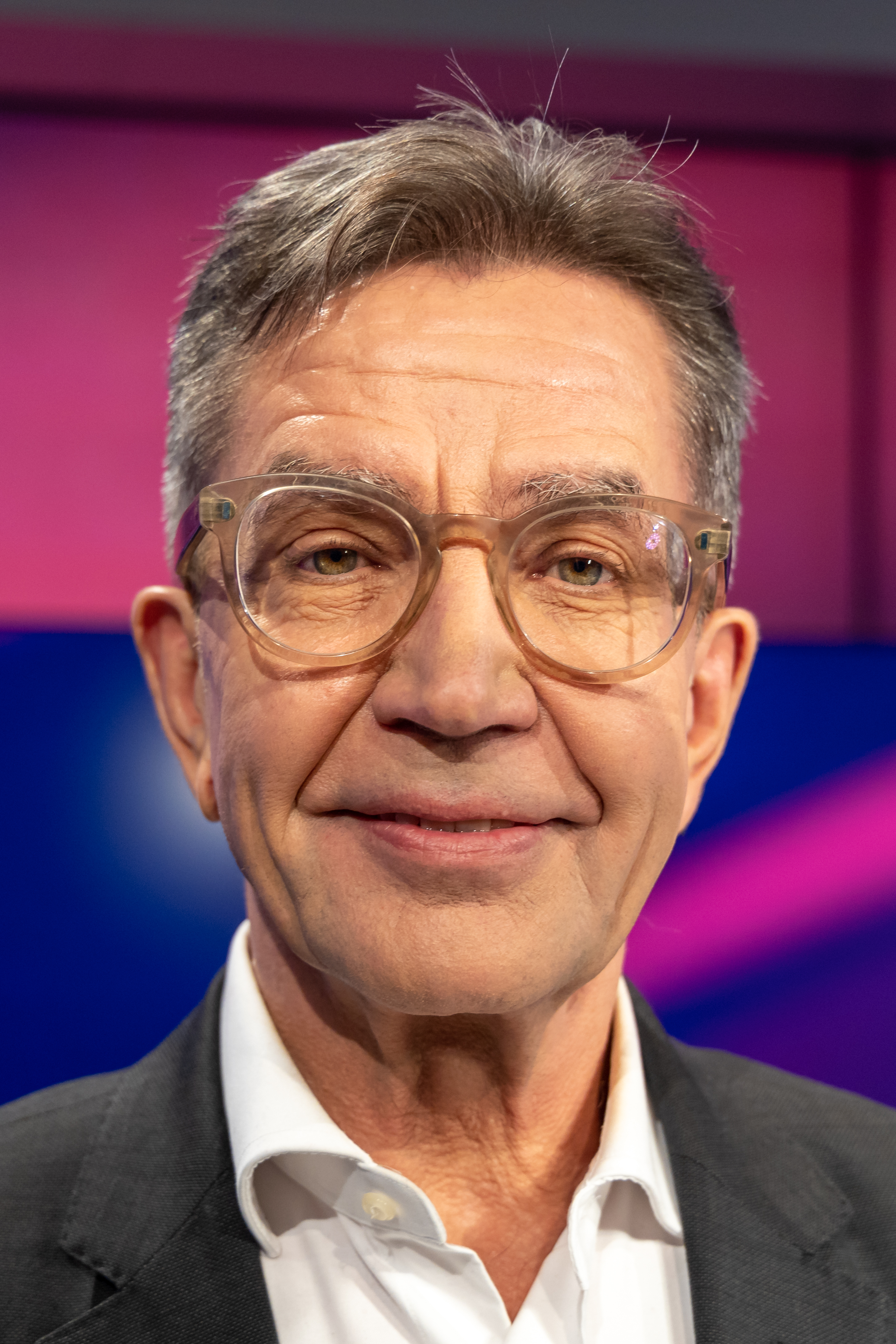
Rainer Hank, 2022

Rainer Hank (* 24. Januar 1953 in Stuttgart) ist ein deutscher Wirtschaftsjournalist und Autor.

## Leben und Wirken
Hank wuchs als Sohn eines Hausmeisters bei der Dresdner Bank in Stuttgart auf. Er studierte an der Eberhard Karls Universität Tübingen und der Universität Freiburg/Fribourg Literaturwissenschaft, Philosophie und Katholische Theologie. Er wurde 1983 über die Literatur der Wiener Moderne promoviert. 
Es folgen fünf Jahre beim Cusanuswerk in Bonn, einem katholischen Begabtenförderungswerk. Parallel dazu freie Mitarbeit und Hospitanzen unter anderem bei der „Süddeutschen Zeitung“ und der Frankfurter Allgemeinen Zeitung.
Von 1988 bis 1999 war Rainer Hank Mitglied der Wirtschaftsredaktion der Frankfurter Allgemeinen Zeitung. Von 1999 bis 2001 leitete er die Wirtschaftsredaktion des Tagesspiegels in Berlin. Anschließend leitete er bis 2018 das Ressort Wirtschaft und Geld & Mehr der Frankfurter Allgemeinen Sonntagszeitung. Seither ist er als Publizist und Kolumnist für unterschiedliche Medien tätig.
Rainer Hank ist Autor zahlreicher journalistischer Bücher über Wirtschaft. Er vertritt hier neoliberale Positionen, kritisiert den Wohlfahrtsstaat als ursächlich für die Eurokrise und favorisiert eine Austeritätspolitik.
2013 wurde ihm der Karl-Hermann-Flach-Preis verliehen, 2014 erhielt er die Hayek-Medaille der Friedrich A. von Hayek-Gesellschaft. Hank ist Jurymitglied des Ludwig-Erhard-Preises für Wirtschaftspublizistik der Ludwig-Erhard-Stiftung.
Er ist Mitglied des Wilhelm-Röpke-Instituts.
Sein Buch Lob der Macht (2017) wurde für den Deutschen Wirtschaftsbuchpreis nominiert und vielfach öffentlich diskutiert, u. a. an der Universität Witten/Herdecke.

## Veröffentlichungen
- Mortifikation und Beschwörung. Zur Veränderung ästhetischer Wahrnehmung in der Moderne am Beispiel des Frühwerkes Richard Beer-Hofmanns. Lang, Frankfurt/Bern/New York 1984, ISBN 3-8204-5448-9 (Dissertation)
- mit Axel Schnorbus: Studieren in Deutschland. Zulassungsbedingungen, Studiensituation, Karriereaussichten. Societäts-Verlag, Frankfurt 1990, ISBN 3-7973-0484-6; 2. aktualisierte und erw. Aufl. ebd. 1991, ISBN 3-7973-0505-2.
- Arbeit – die Religion des 20. Jahrhunderts. Auf dem Weg in die Gesellschaft der Selbständigen. Eichborn, Frankfurt 1995, ISBN 3-8218-0445-9.
- mit Lukas Weber: Studieren in Deutschland. Zulassungsbedingungen, Studiensituation, Karriereaussichten. Societäts-Verlag, Frankfurt 1996, ISBN 3-7973-0614-8.
- Der Geistliche und die Macht – Bernhard Hanssler. Knecht, Frankfurt 1997, ISBN 3-7820-0758-1.
- Klaus Murmann im Gespräch mit Rainer Hank & Rolf Dietrich Schwartz: Kontrakt für die Zukunft. Was mich bewegt. Brandenburgisches Verlagshaus, Berlin 1997, ISBN 3-89488-114-3.
- mit Norbert Berthold: Bündnis für Arbeit: Korporatismus statt Wettbewerb. Mohr Siebeck, Tübingen 1999, ISBN 3-16-147154-7.
- Das Ende der Gleichheit oder warum der Kapitalismus mehr Wettbewerb braucht. S. Fischer, Frankfurt 2000, ISBN 3-10-030055-6.
- mit Hans D. Barbier: Bubenstücke. Vom Unsinn in der Wirtschaftspolitik. Frankfurter Allgemeine Buch im FAZ-Institut, Frankfurt 2004, ISBN 3-89981-042-2.
- (Hrsg.): Der Sonntagsökonom. Geschichten aus dem prallen Leben. Frankfurter Allgemeine Buch, Frankfurt 2007, ISBN 978-3-89981-128-5.
- (Hrsg.): Erklär’ mir die Welt – was Sie immer schon über Wirtschaft wissen wollten. Frankfurter Allgemeine Buch, Frankfurt 2008, ISBN 978-3-89981-156-8.
- Der amerikanische Virus. Wie verhindern wir den nächsten Crash? Blessing, München 2009, ISBN 978-3-89667-399-2.
- (Hrsg.): Neues vom Sonntagsökonom. Geschichten aus dem wahren Leben. Frankfurter Allgemeine Buch, Frankfurt 2010, ISBN 978-3-89981-219-0.
- Die Pleite-Republik. Wie der Schuldenstaat uns entmündigt und wie wir uns befreien können. Blessing, München 2012, ISBN 978-3-89667-421-0.
  - Wider die Tyrannei der Fürsorge, Rezension von Rainer Kühn im Deutschlandfunk, 18. Juni 2012.
- "Der Ausnahmezustand. Europa in Zeiten der Gefahr" Teleakademie-Video vom 9. September 2012.
- mit Werner Plumpe (Hrsg.): Wie wir reich wurden. Theiss, Stuttgart.
  - Band 1: Eine kleine Geschichte des Kapitalismus. 2012, ISBN 978-3-8062-2704-8.
  - Band 2: Eine kleine Geschichte unseres Wohlstandes. 2013, ISBN 978-3-8062-2770-3.
- Jenseits von Angebot und Nachfrage: Was die Literatur über die Finanzkrise weiß, HWWI Policy Paper 81, 2013.
- Links, wo das Herz schlägt. Inventur einer politischen Idee. Knaus, München 2015, ISBN 978-3-8135-0656-3.
- Lob der Macht. Klett-Cotta, Stuttgart 2017, ISBN 978-3-608-96179-9.
- Die Loyalitätsfalle. Warum wir dem Ruf der Horde widerstehen müssen. Penguin 2021, ISBN 978-3-32860140-1.
- Die Pionierinnen: Wie Journalistinnen nach 1945 unseren Blick auf die Welt veränderten. Random House, 2023, ISBN 978-3-641-30138-5.